# Гудон
Гудон (фр. Goudon) насеље је и општина у јужној Француској у региону Миди Пирене, у департману Горњи Пиринеји која припада префектури Тарб.
По подацима из 2011. године у општини је живело 227 становника, а густина насељености је износила 30,15 становника/km². Општина се простире на површини од 7,53 km². Налази се на средњој надморској висини од 235 метара (максималној 410 m, а минималној 219 m).

## Демографија
| 1962. | 1968. | 1975. | 1982. | 1990. | 1999. | 2011. |
| ----- | ----- | ----- | ----- | ----- | ----- | ----- |
| 160   | 175   | 189   | 209   | 225   | 217   | 227   |

График промене броја становника у току последњих година